# Friedrich Küchenmeister
Gottlieb Heinrich Friedrich Küchenmeister est un médecin saxon né le 22 janvier 1821 et mort le 13 avril 1890 connu pour ses recherches sur le Taenia solium et l'aspergillome.Il devient membre de l'Académie allemande des sciences Leopoldina, section médecine, en 1856.
De 1850 à 1860, il démontre le cycle évolutif des cestodes. Dès 1850, il fait avaler à des chiens des cystercerques du lapin (Cysticercus pisiformis) pour constater qu'ils se transforment en Tænia serrata (aujourd'hui Tænia pisiformis) dans l'intestin du chien. De même les œufs de Taenia cenurus (aujourd'hui Tænia multiceps) du chien donnent le tournis du mouton ou cœnurose, infestation par formes larvaires.

En 1855, il apporte la preuve expérimentale que la cysticercose porcine est bien à l'origine du Tænia solium chez l'homme, en nourrissant des prisonniers avec de la viande de porc contaminée par des larves de ténia.  A l'autopsie des condamnés à mort, il retrouve des vers adultes dans leur tube digestif.

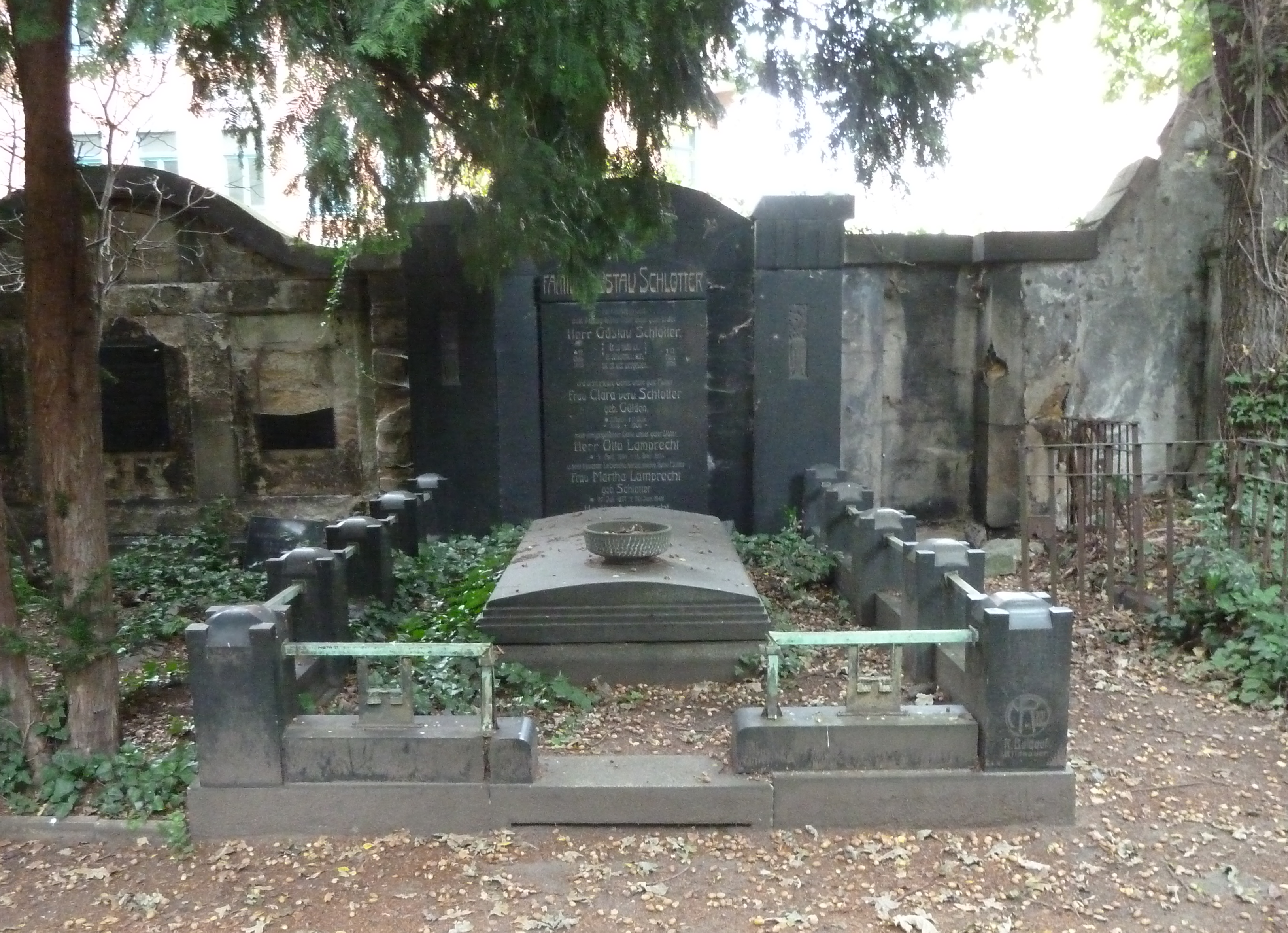
Tombe familiale